# Cabreros del Río
Cabreros del Río é um município da Espanha na província de León, comunidade autónoma de Castela e Leão, de área 24,80 km² com população de 523 habitantes (2004) e densidade populacional de 21,09 hab./km².

## Demografia
| Variação demográfica do município entre 1991 e 2004 | Variação demográfica do município entre 1991 e 2004 | Variação demográfica do município entre 1991 e 2004 | Variação demográfica do município entre 1991 e 2004 |
| --------------------------------------------------- | --------------------------------------------------- | --------------------------------------------------- | --------------------------------------------------- |
| 1991                                                | 1996                                                | 2001                                                | 2004                                                |
| 690                                                 | 647                                                 | 554                                                 | 523                                                 |